# استنساخ جوانا ماي (رواية)
استنساخ جوانا ماي (بالإنجليزية: The Cloning of Joanna May)‏ هي رواية خيال علمي للكاتبة الإنجليزية فاي ويلدون، نشرت عام 1989، عن دار نشر في المملكة المتحدة.